# Monument de l'Unité
Le Monument de l'Unité est un monument situé à Yaoundé, au Cameroun sur la route menant vers le Palais de l'Unité. Sa construction s'est achevée en 2021.

## Histoire
Erigé en 2021, conçu et construit par une entreprise turque, il est inauguré le 17 septembre 2021 par la ministre chargée de l'urbanisme, Célestine Ketcha Courtès . Il se situe sur le carrefour Mont Fébé sur l'avenue de l'Unité, non loin des Rond Point Bastos et Rond Point du Palais de l'Unité,,.

## Architecture
Le monument est entouré d'une barrière de sécurité.

### Le monument principal
Le monument principal est en forme circulaire et présente au rez-de-chaussée une surface d'eau bâtie sur 12 mètres de diamètres. Autour de cette surface se trouvent des colonnes qui supportent un anneau circulaire. Sur l'anneau peint en blanc se trouve 10 lions dorés.  

#### Les piliers
Le monument comporte 10 piliers de 6 mètres de haut chacun. Ces piliers entourent une surface d'eau avec un retro-éclairage.

#### Le pylône central
Un pylône central d'un hauteur de 12,5 mètres est construit au milieu et est surplombé d'une étoile dorée.

### Le jardin
Un vue de dessus montre un jardin en forme d'étoile. 

### Symboliques

#### La couronne et les 10 lions
Les 10 lions au dessus de la couronne principale représentant les 10 régions du Cameroun et symbolise l'unité des 10 régions du pays.

#### Le pilier et l'étoile
Une étoile dorée se trouve au dessus du pilier central et représente l'étoile du drapeau camerounais.   

## Voir Aussi

### Articles liés
- Monument de la réunification
- Liste de monuments du Cameroun